# Aleksander Dyl

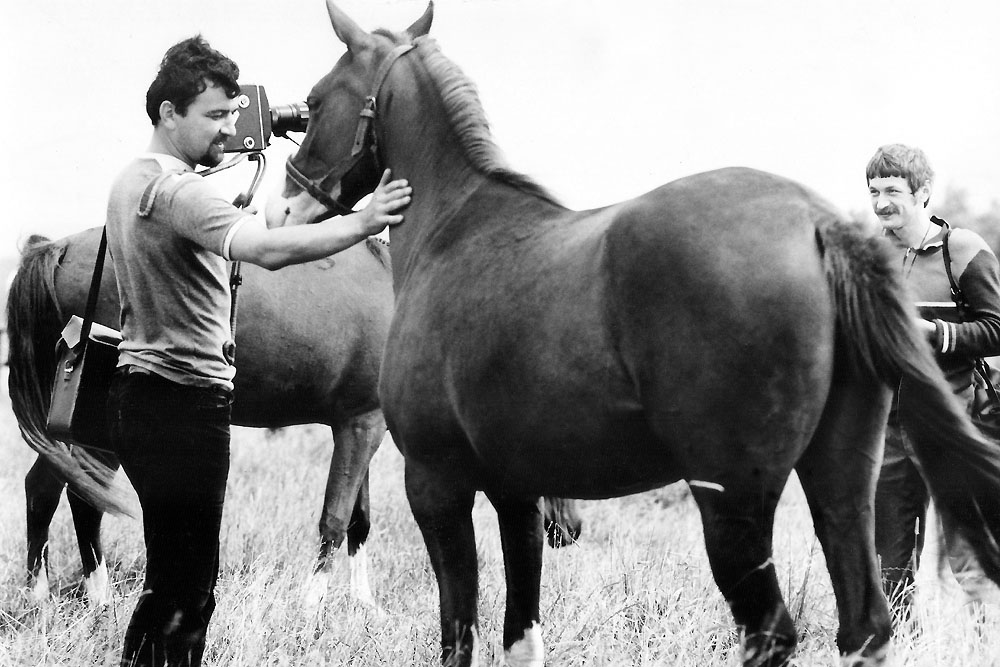

Aleksander Dyl (ur. 5 stycznia 1952 w Opacionce) – polski fotograf, operator filmowy, autor kilkunastu filmów dokumentalnych dla Telewizji Polskiej. Absolwent Państwowej Wyższej Szkoły Filmowej, Telewizyjnej i Teatralnej w Łodzi.

## Życiorys
Urodził się w Opacionce. W Tarnobrzegu ukończył szkołę średnią. W 1969 roku założył Amatorski Klub Filmowy „Mefisto”, który działał przy Tarnobrzeskiej Spółdzielni Mieszkaniowej. Od 1971 roku był członkiem Amatorskiego Klubu Fotograficzno-Filmowego „Peryskop”, działającego przy Powiatowej Spółdzielni Mieszkaniowej w Tarnobrzegu, na bazie którego powstało Tarnobrzeskie Towarzystwo Fotograficzne. W 1982 roku podjął pracę w ówczesnym Wojewódzkim Domu Kultury w Tarnobrzegu, gdzie przez pięć lat prowadził Dyskusyjny Klub Filmowy „Signum”. W tym okresie był organizatorem konkursów, wystaw fotograficznych, festiwali i Konfrontacji Foto-Filmowych Polski Południowo-Wschodniej. W 1987 roku podjął pracę w Regionalnym Ośrodku Kultury w Bielsku-Białej.
W 1992 roku rozpoczął współpracę z TVP jako operator kamery w filmach dokumentalnych, fabularyzowanych, widowiskach telewizyjnych. Samodzielnie realizował filmy do cyklu „Małe Ojczyzny”, współpracował z Elżbietą Dzikowską przy kilku odcinkach jej programu – „Pieprz i wanilia”.
Aleksander Dyl jest autorem zdjęć do filmu poświęconego polskim archeologom, pracującym w Sudanie. W 2002 roku powstała wystawa jego zdjęć z wypraw filmowych po świecie „Fotonotatnik z podróży” – będąca opisem wypraw do Afryki i Ameryki Środkowej. Towarzyszyła jej publikacja – „Notatnik z podróży”. W 2003 roku ekspozycja była prezentowana w Tarnobrzeskim Domu Kultury.
W latach 1997–2004 fotografował obrzędy ludowe związane z kolędowaniem na terenie Żywiecczyzny, m.in. w Milówce, Lalikach, Szarem, Nieledwi. Efektem tych plenerów była wystawa „Beskidzka Kolęda” – prezentowana m.in. w Tarnobrzeskim Domu Kultury (2005), Bielsku–Białej i Strasburgu.
Aleksander Dyl pracował przy realizacji filmów „Pielgrzymi”, „Świat Majów”, „Matka Boska Pustynna”, „Chrześcijańskie dziedzictwo czarnej Afryki”, „Malowidła z Faras”, „Tryptyk rzymski”, „Tony Halik opisuje świat”. Od 2015 roku pracował nad filmem, fabularyzowanym dokumencie o Marianie Ruzamskim. W 2017 roku ukończył pracę nad fabularyzowanym dokumentem – filmem o życiu artystycznym w przedwojennym Tarnobrzegu – Prowincjonalny trójkąt artystyczny. W 2023 ukończył pracę nad dokumentem – filmem Siarkobiografia, który zaprezentowano w ramach jubileuszu 70-lecia odkrycia złóż siarki pod Tarnobrzegiem. W 2024 został uhonorowany tytułem Zasłużony Tarnobrzeżanin. 

## Odznaczenia
- Odznaka „Zasłużony Tarnobrzeżanin” (2024)[16]